# Лааксо, Мартти
Мартти Лааксо (род. 19 декабря 1943, Илмайоки, Вааса) — финский борец классического стиля, многократный победитель чемпионатов северных стран, призёр чемпионатов Европы и мира, участник летних Олимпийских игр 1968 и 1972 годов.

## Выступления на Олимпиадах
На Олимпиаде 1968 года в Мехико в первом круге отборолся вничью с борцом из ГДР Лотаром Шнайдером. Во втором круге Лааксо победил по очкам мексиканского борца Пончиано Контрераса. В следующей схватке его соперник Леонард Дутц из Бельгии был дисквалифицирован. В схватке четвёртого Лааксо проиграл по очкам румынскому борцу Симьону Попеску, набрав 6 штрафных очков, выбыл из дальнейшей борьбы и занял итоговое 6 место.
На Олимпиаде 1972 года в Мюнхене в первой схватке одержал чистую победу над борцом из Гватемалы Хуаном де Эрнандесом. В следующем круге Лааксо снова одержал чистую победу, на этот раз над Карлосом Хуртадо из Перу. Схватка третьего круга Лааксо с Хидэо Фудзимото закончилась вничью. В следующей схватке с Георгием Марковым решением судей победа была присуждена болгарину. Затем последовало поражение по очкам от советского борца Джемала Мегрелишвили. По итогам соревнований Лааксо занял 7 место.